# Boštjančič
Boštjančič je priimek v Sloveniji, ki ga je po podatkih Statističnega urada Republike Slovenije na dan 1. januarja 2010 uporabljalo 567 oseb in je med vsemi priimki po pogostosti uporabe uvrščen na 498. mesto. Etimološko je priimek zveden iz osebnega imena Boštjan.

## Znani nosilci priimka
- Aleksander Boštjančič (1920-1992), operni pevec, tenorist
- Andrej Boštjančič -"Ruda", jazz-rock-etno glasbenik
- Bojan Boštjančič (*1962), fizik in politik
- Bratje Boštjančič (kvartet bratov Boštjančič: Lojze, Marjan, Saša, Silvo)
- Dolfka Boštjančič (1923-1983), socialno-politična delavka
- Eva Boštjančič (*1972), psihologinja, redna prof. FF UL
- Franc Boštjančič (*1935), lesar, gospodarstvenik in politik
- Franci Boštjančič (1929-2011), kipar
- Janko Boštjančič, direktor Parka vojaške zgodovine Pivka
- Jernej Boštjančič (1755-1818), župnik v Lescah
- Karel Boštjančič (1915-2003), zborovodja in skladatelj
- Klemen Boštjančič (*1972), ekonomist, podjetnik, politik
- Leopold Boštjančič, odvetnik
- Ludvik Boštjančič, Švicarija
- Miro Boštjančič (ps. Mart Ogen) (1939-1998), pesnik in prevajalec
- Peter Boštjančič (*1952), igralec
- Vera Boštjančič Turk (*1940), prevajalka, jezikovna šolnica
- Vojko Boštjančič, cineast (filmski režiser, scenarist, montažer...)